# 直紋曲面

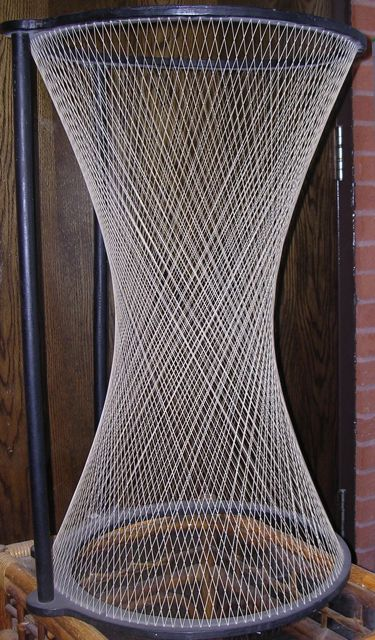
單葉雙曲面的任意一點上均有兩條直線經過。這類曲面被稱為雙重直紋曲面。

在幾何學中，如果一個曲面上的任意一點上均有至少一條直線經過，則稱該曲面為直紋曲面（英語：Ruled Surface）。另一種常見的說法是，如果一個曲面可以由一條直線通過連續運動構成，則可稱其為直紋曲面。以三維歐幾里德空間為例，最常見的直紋曲面是平面、柱面、錐面和马鞍面。著名的莫比乌斯环也是直纹曲面。
假如一个曲面上的任意一点均有两条不同的直线经过，那么称该曲面为双重直纹曲面（英語：Doubly Ruled Surface）。双曲抛物面和单叶双曲面（右图）即为双重直纹曲面的典型例子。对于曲面上每个点均有三条或更多的直线经过的曲面，可称为三重和多重直纹曲面。不过在三維欧几里得空间中，除了平面以外，不存在这样的直纹曲面。

## 微分幾何中的直紋曲面

### 參數表示

一個直紋螺旋曲面

如果將直紋曲面看作一條連續運動的直線所經過的點, 那麼可將曲面表達為一個如下述形式的參數方程:
{\displaystyle S(t,u)=p(t)+ur(t)\ }
其中{\displaystyle S(t,u)}為面上的任意點，{\displaystyle p(t)}為沿著面上一曲線移動之點，{\displaystyle r(t)}為隨{\displaystyle t}變動之單位向量。舉例來說，如果我們用下列式子
{\displaystyle {\begin{aligned}p(t)&=(\cos(2t),\sin(2t),0)\\r(t)&=(\cos t\cos 2t,\cos t\sin 2t,\sin t)\end{aligned}}}
則可得莫比乌斯带。另一種參數表示法為：
{\displaystyle S(t,u)=(1-u)p(t)+uq(t)}
其中{\displaystyle p}及{\displaystyle q}為兩條處於面上之不相交曲線。當 {\displaystyle p(t)} 及{\displaystyle q(t)}以定速沿著二歪斜線移動時，{\displaystyle S}為一雙曲拋物面或是單葉雙曲面。

### 可展曲面
可展曲面即為高斯曲率處處为零的曲面。另一種常見的表述方法是，一個可展曲面的每一部分都可以不經壓縮或者拉伸而展開成為一個平面。三維歐氏空間中的完備可展曲面一定是直紋曲面。然而，相同前提下的直紋曲面不一定是可展曲面，單葉雙曲面便是一例。四維歐氏空間存在不是直紋曲面的可展曲面。

## 代數幾何中的直紋曲面

方程z=xy表示一个双重直纹曲面:双曲抛物面

## 建築領域中的應用

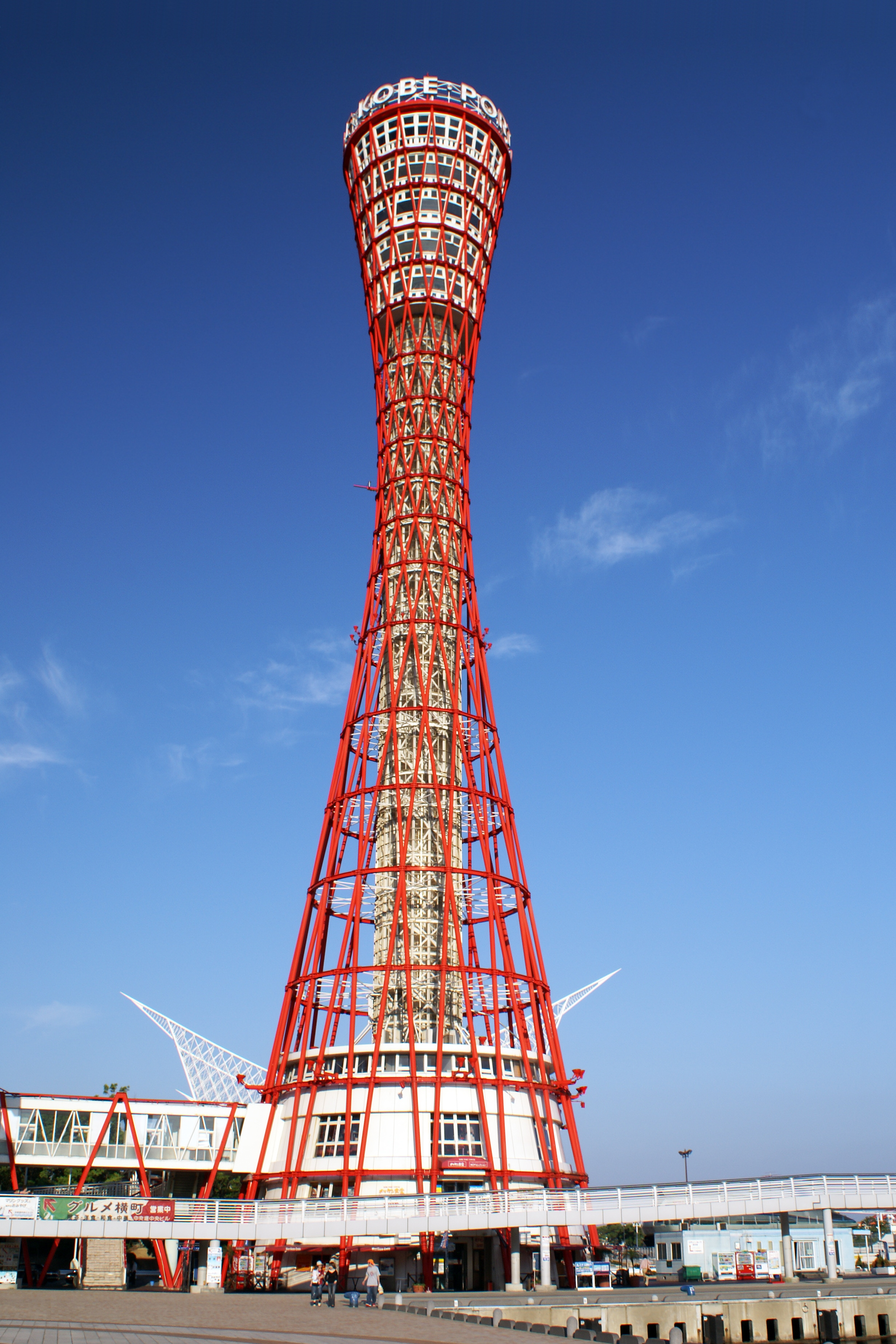
日本兵庫縣神戶市的地標建築——神戶港塔

大多數熱力發電廠的冷卻塔結構都是單葉雙曲面形狀。由於單葉雙曲面是一種雙重直紋曲面（Ruled surface），它可以用直的鋼樑建造。這樣既可減少風的阻力，又可以用最少的材料來維持結構的完整。

## 引用
- Barth, Wolf P.; Hulek, Klaus; Peters, Chris A.M.; Van de Ven, Antonius, , Ergebnisse der Mathematik und ihrer Grenzgebiete. 3. Folge. 4, Springer-Verlag, Berlin, 2004, ISBN 978-3-540-00832-3, MR 2030225
- Beauville, Arnaud, , London Mathematical Society Student Texts 34 2nd, Cambridge University Press, 1996, ISBN 978-0-521-49510-3, MR 1406314
- Sharp, John, , Tarquin, 2008. Models exploring rules surfaces Review: Jrnl of Mathematics and the Arts 3 (2009), 229-230 ISBN 978-1-899618-87-3
- Edge, W. L., , Cambridge, University Press, 1931.  Review: Bull. Amer. Math. Soc. 37 (1931), 791-793, doi:10.1090/S0002-9904-1931-05248-4
- Hilbert, David; Cohn-Vossen, Stephan,  2nd, New York: Chelsea, 1952, ISBN 978-0-8284-1087-8.
- Iskovskikh, V.A., , Hazewinkel, Michiel  (编), , Springer, 2001, ISBN 978-1-55608-010-4

## 外部連結
- 埃里克·韦斯坦因. . MathWorld.
- Ruled surface pictures from the University of Arizona （页面存档备份，存于）
- Examples of developable surfaces on the Rhino3DE website （页面存档备份，存于）